# Scafandru
Scafandrul este o persoană autorizată, antrenată și instruită pentru a putea evolua sau lucra sub apă cu ajutorul unui echipament adecvat.

Funcție de tipul scufundării efectuate, scafandrii pot fi:
- autonomi
- grei (scafandrieri)
- de luptă
- de mare adâncime